# Síquia de Sant Jordi
La síquia de Sant Jordi és un curs d'aigua del Pla de Sant Jordi que recull les aigües de diversos afluents i descarrega a la Platja de Palma. Va des de la possessió de Son Gual, passa per la possessió de Son Oms, pel costat de l'aeroport de Son Sant Joan, fins a la zona humida de Ses Fontanelles. Recull, a través de dos afluents, les aigües dels vessants meridionals dels puigs de Son Seguí i de Santa Eugènia.